# Gongronella lacrispora
Gongronella lacrispora är en svampart som beskrevs av Hesselt. & J.J. Ellis 1962. Gongronella lacrispora ingår i släktet Gongronella och familjen Cunninghamellaceae.   Inga underarter finns listade i Catalogue of Life.